# Geschichte der Republik Kongo
Die Geschichte der Republik Kongo umfasst die Entwicklungen auf dem Gebiet der Republik Kongo von der Kolonialzeit bis zur Gegenwart. Das Mündungsgebiet des Kongo wurde Ende des 15. Jahrhunderts von Portugal aus erstmals von Europäern erforscht. Damals existierte hier das einheimische Reich Kongo. Dieses trieb mit den Europäern Handel.

## Überblick über die Geschichte der Kongostaaten
| Historische Namensgebung der Territorien des Kongo | Historische Namensgebung der Territorien des Kongo      | Historische Namensgebung der Territorien des Kongo               |
| ehemalige Belgische Kolonie | ehemalige Französische Kolonie (A)                      | ehemaliges Portugiesisches Protektorat                           |
| --- | ------------------------------------------------------- | ---------------------------------------------------------------- |
| ab 1877 kolonialisiert | 1880er kolonialisiert (G)                               | ab 1885 Portugiesisch-Kongo                                      |
| ab 1885 Kongo-Freistaat | ab 1903 Mittelkongo                                     | ab 1885 Portugiesisch-Kongo                                      |
| ab 1908 Belgisch-Kongo | 1910 Französisch-Kongo                                  | ab 1885 Portugiesisch-Kongo                                      |
| ab 1908 Belgisch-Kongo | ab 1958 Republik Kongo                                  | 1956 Portugiesisch-Kongo unter gemeinsamer Verwaltung mit Angola |
| 30. Juni 1960 Unabhängigkeit | 15. August 1960 Unabhängigkeit                          | 1956 Portugiesisch-Kongo unter gemeinsamer Verwaltung mit Angola |
| 1960 Republik Kongo (genannt Kongo-Léopoldville) 1960 Proklamation der Freien Republik Kongo durch lumumbistische Aufständische (von 26 Staaten anerkannt, nach etwa einem Jahr von Regierungstruppen zerschlagen)         | 1960 Kongolesische Republik (genannt Kongo-Brazzaville) | 1956 Portugiesisch-Kongo unter gemeinsamer Verwaltung mit Angola |
| 1961 Bundesrepublik Kongo (genannt Kongo-Léopoldville) 1964 Proklamation der Volksrepublik Kongo durch Aufständische in Stanleyville (nur von 7 Staaten anerkannt, nach wenigen Monaten von Regierungstruppen zerschlagen) | 1960 Kongolesische Republik (genannt Kongo-Brazzaville) | 1956 Portugiesisch-Kongo unter gemeinsamer Verwaltung mit Angola |
| 1964 Demokratische Republik Kongo (genannt Kongo-Léopoldville) | 1965 Republik Kongo (genannt Kongo-Brazzaville)         | 1956 Portugiesisch-Kongo unter gemeinsamer Verwaltung mit Angola |
| 1966 Demokratische Republik Kongo (genannt Kongo-Kinshasa) | 1965 Republik Kongo (genannt Kongo-Brazzaville)         | 1956 Portugiesisch-Kongo unter gemeinsamer Verwaltung mit Angola |
| 1971 Republik Zaïre | 1969 Volksrepublik Kongo                                | 1974 Portugiesisch-Kongo von Angola besetzt                      |
| 1991/92 (Kongo-Zaïre) Verfassungsentwurf der von Mobutu suspendierten Nationalen Souveränen Konferenz | 1969 Volksrepublik Kongo                                | 1974 Portugiesisch-Kongo von Angola besetzt                      |
| seit 1997 Demokratische Republik Kongo | seit 1991 Republik Kongo                                | seit 1975 Cabinda Provinz (Exklave) von Angola                   |
| (A) als Teil von Französisch-Äquatorialafrika (G) 1888–1910 auch Gabun Teil von Französisch-Kongo |                                                         |                                                                  |

## Teil von Französisch-Äquatorialafrika
In den 1880er Jahren kam die Region der unter französische Herrschaft. Pierre Savorgnan de Brazza (nach dem Brazzaville benannt ist) wetteiferte mit den Abgesandten des belgischen Königs Leopold II. um die Kontrolle des Kongobeckens. 1885 nahm die Kongokonferenz in Berlin von den mit allen Konferenzteilnehmern bestehenden Abkommen der Association Internationale du Congo, deren Alleineigentümer der belgische König war, Kenntnis. Die Gesellschaft trat am 1. August als neutraler Kongo-Freistaat mit Leopold II. als Souverän in die Verpflichtungen der von der Konferenz verabschiedeten Kongoakte ein. Mit Frankreich hatte sich die Kongogesellschaft am 5. Februar 1885 über den Grenzverlauf geeinigt. Zwischen 1882 und 1891 schloss Frankreich Schutzverträge mit den einheimischen Herrschern westlich des Kongo und Ubangi, so dass diese Flüsse schließlich zur Grenze wurden.
1910 organisierte Frankreich seine Kolonien im heutigen Kongo, Gabun, Zentralafrikanische Republik und Tschad neu als Französisch-Äquatorialafrika. Brazzaville wurde Hauptstadt dieser Kolonie. Durch das Abkommen vom 4. November 1911 wurde ein Teil gegen deutsche Zugeständnisse in Marokko und die Abtretung des Zwischenstromgebiets („Entenschnabel“) zwischen Schari und Logone an das französische Tschad-Territorium an das Deutsche Reich abgetreten, so dass die deutsche Kolonie Kamerun einen Zugang zum Kongo erhielt (Neukamerun). Im Versailler Vertrag wurde dieses Gebiet wieder Französisch-Äquatorialafrika zugeschlagen.
Da der untere Kongo nicht schiffbar ist, wurde 1924 bis 1934 eine Eisenbahn von Brazzaville bis zum Hafen Pointe-Noire gebaut. Nach der französischen Niederlage 1940 schloss sich die Kolonialverwaltung dem freien Frankreich unter Charles de Gaulle an, Brazzaville wurde bis 1943 nominell Hauptstadt des Freien Frankreich. In der Nationalversammlung in Paris wurde das Gebiet von 1945 bis zur Unabhängigkeit stets von Jean Félix-Tchicaya vertreten.
1946 wurde der Kongo französisches Überseeterritorium. Entsprechend dem Gesetz Loi Lamine Guèye vom 7. Mai 1946 hatten alle Bürgerinnen und Bürger der Überseeischen Territorien das Bürgerrecht wie die Menschen im Mutterland und damit das Wahlrecht für Wahlen zum Französischen Parlament und für lokale Wahlen; das passive Wahlrecht ist nicht explizit genannt, aber auch nicht ausgeschlossen. Doch es wurde in zwei Klassen gewählt, was der französischstämmigen Bevölkerung einen Vorteil verschaffte. Dieses Zweiklassenwahlrecht wurde erst am 23. Juni 1956 durch die loi-cadre Defferre abgeschafft und bei der Unabhängigkeit bestätigt.
Durch das Gesetz Nummer 47-162 über Territorialversammlungen vom 29. August 1947 wurde das Wahlrecht für diese Versammlungen festgeschrieben. Zunächst war das allgemeine Wahlrecht auf nationaler Ebene auf Europäerinnen und Afrikanerinnen, die lesen und schreiben konnten, beschränkt. 1951 wurde das Recht auf alle mit einem gültigen Ausweisdokument ausgedehnt. Dieses Wahlsystem wurde 1952 erneuert und 1957 ersetzt, als die loi-cadre Defferre von 1956 in Kraft trat.
1958 wurde der Kongo eine autonome Republik in der Union française und schließlich 1960 die unabhängige Kongolesische Republik (Kongo-Brazzaville) (im Unterschied zur damaligen Republik Kongo (Kongo-Leopoldville), der heutigen Demokratischen Republik Kongo am linken Ufer des Flusses). Die Hauptstadt zählte damals etwa 100.000, um 1980 etwa 400.000 Einwohner. Artikel 4 der Verfassung vom 2. März 1961 erkannte die bereits bestehenden Rechte, auch das Frauenwahlrecht, an. Einige Quellen nennen für die Erteilung des passiven Frauenwahlrechts den 8. Dezember 1963. Da im Dezember 1963 erstmals Frauen ins Parlament gewählt wurden, ist es jedoch möglich, dass diesen Angaben die erstmalige Ausübung des Wahlrechts zugrunde liegt, nicht die Erteilung.
1958 wurde die Kolonie in die vier heutigen Staaten (als Kolonien) aufgeteilt. Am 28. November wurde Mittelkongo in kongolesische Republik umbenannt, am 15. August 1960 unabhängig.

## 1960 bis 1992
Der erste Präsident war Fulbert Youlou, ein ehemaliger katholischer Priester. Seine Amtszeit war durch ethnische und politische Unruhen gekennzeichnet. Im August 1963 wurde er gestürzt. Nach einer kurzen Militärregierung wurde Alphonse Massemba-Débat im Dezember 1963 Präsident, Pascal Lissouba wurde Ministerpräsident.
Im Februar und März 1964 erfolgte die Aufnahme diplomatischer Beziehungen mit der Volksrepublik China und der Sowjetunion.

Flagge der Volksrepublik Kongo (1969–1991)

Am 10. Januar 1966 wurde die neue Einheitspartei Mouvement National de la Révolution (MNR) gegründet, die nach ihren eigenen Satzungen als das oberste Organ des Staates gilt. Am 23. Juni 1966 wurde die Armee in eine Nationale Volksarmee umgewandelt. Massamba-Debat wurde im August 1968 durch einen Putsch gestürzt, der zunächst Alfred Raoul ins Präsidentenamt brachte. Am 31. Dezember 1968 wurde dann Major Marien Ngouabi neuer Präsident. Er machte den Kongo zu einer Volksrepublik und lehnte sich politisch an die Sowjetunion an. Er wurde am 18. März 1977 ermordet.
Sein Nachfolger Oberst Joachim Yhombi-Opango wurde wegen Korruption und Abweichung von der Parteilinie am 5. Februar 1979 abgesetzt und durch den Vizepräsidenten und Verteidigungsminister Oberst Denis Sassou-Nguesso als Interimspräsident ersetzt.

## Seit 1992
Nach dem Zusammenbruch der Sowjetunion änderte die Einheitspartei ihre Politik und ließ schließlich Mehrparteienwahlen zu. Sassou-Nguesso wurde 1992 in freien Wahlen besiegt, sein Nachfolger wurde am 31. August 1992 Professor Pascal Lissouba.
Im November 1992 löste der Präsident die Nationalversammlung auf, die Neuwahlen im Mai 1993 waren umstritten. Dies führte zu gewalttätigen Unruhen, die bis Februar 1994 anhielten.
1997 kam es im Vorfeld der für Juli geplanten Präsidentschaftswahlen zu Spannungen zwischen Lissoubas und Sassous Anhängern. Als Lissoubas Regierungstruppen am 5. Juni Sassous Haus in Brazzaville umstellten, befahl dieser seinen Milizen, Widerstand zu leisten. In viermonatigen Kämpfen wurden große Teile der Hauptstadt zerstört. Anfang Oktober intervenierten angolanische Truppen auf Seiten des Ex-Präsidenten, Mitte Oktober wurde die Regierung gestürzt. Seitdem ist Denis Sassou-Nguesso wieder Präsident.